# Hvězdov

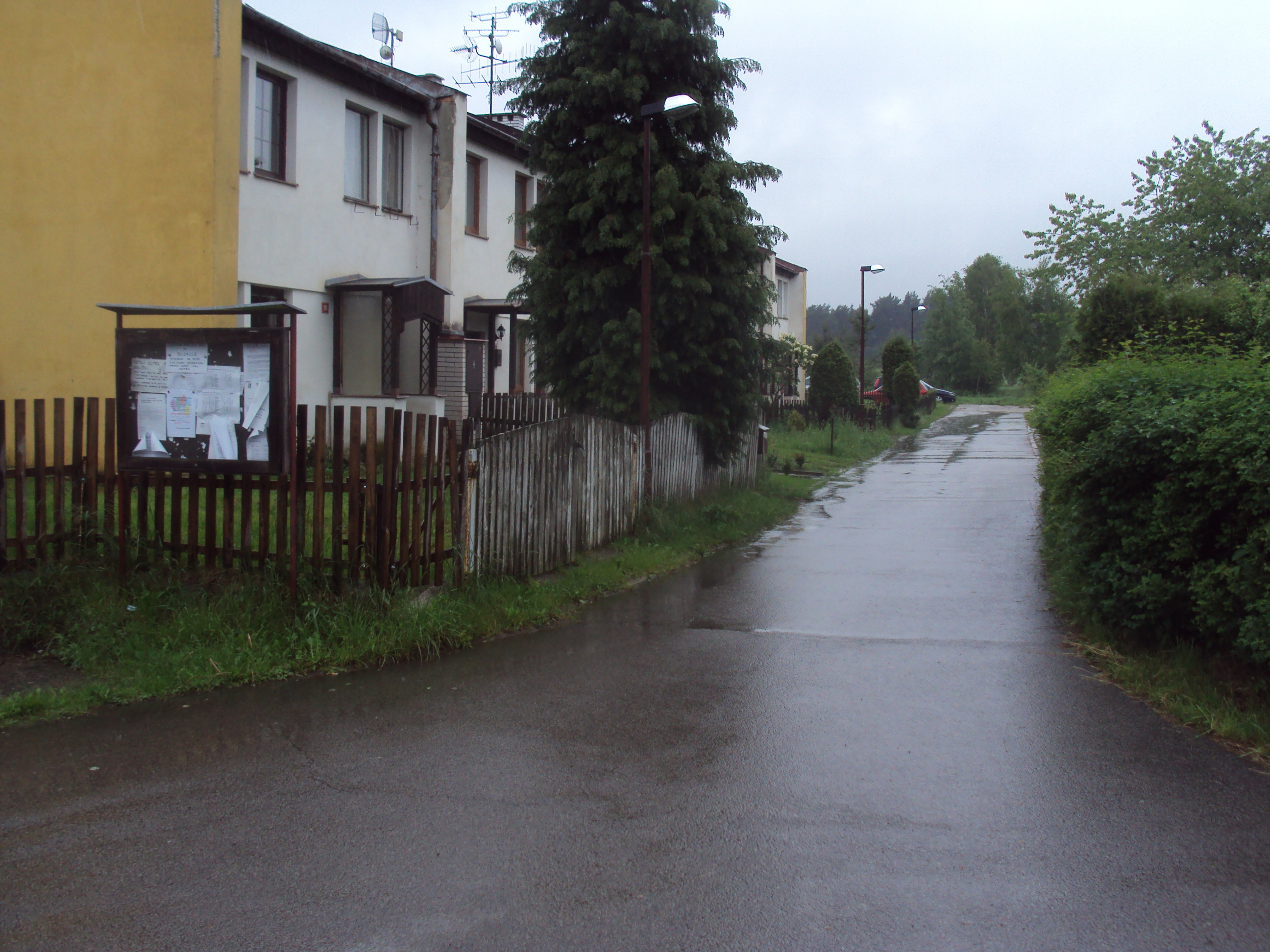
Reihenhäuser in Hvězdov

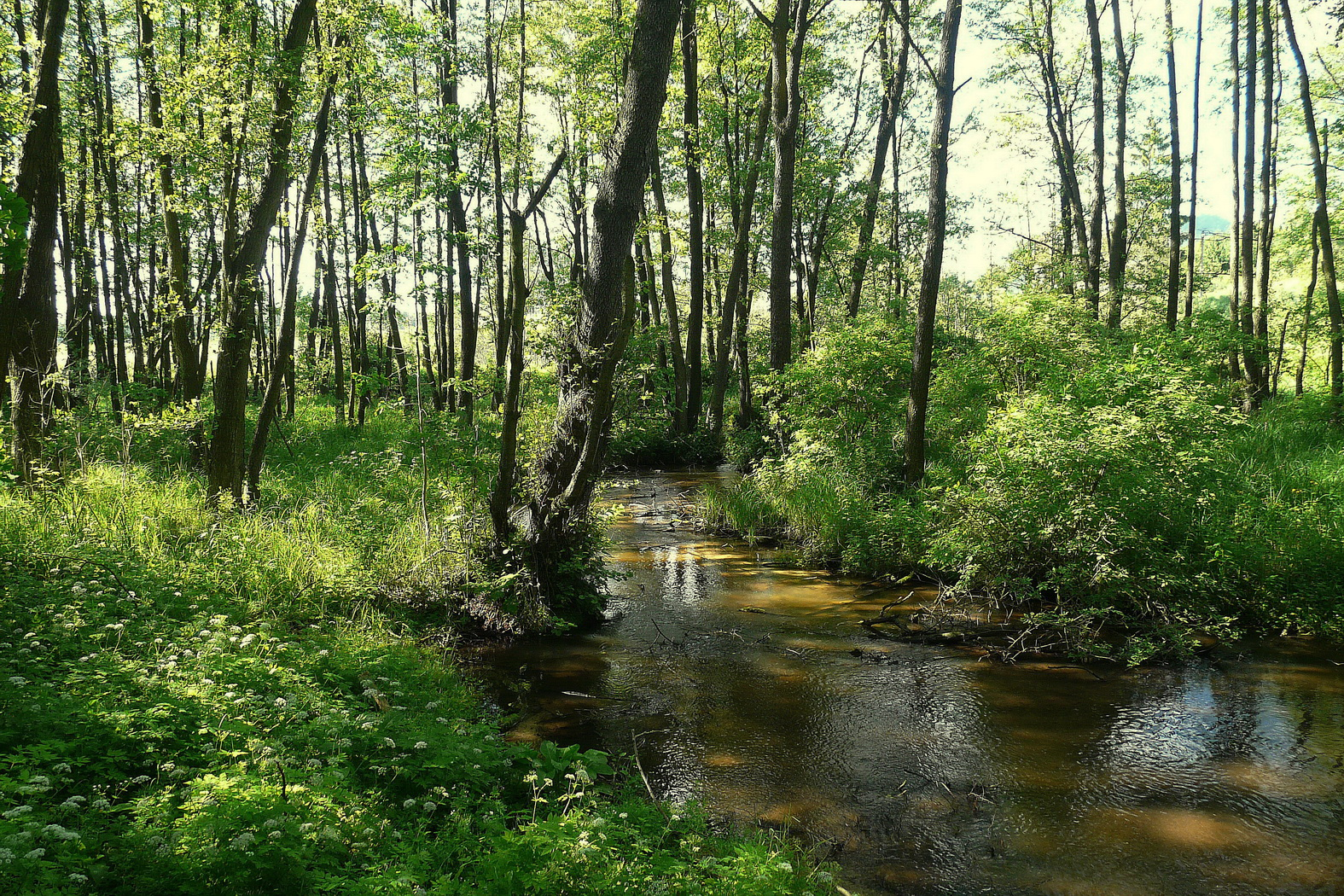
Auwald am Ploužnický potok

Hvězdov (deutsch Höflitz) ist ein Ortsteil der Stadt Ralsko in Tschechien. Er liegt fünf Kilometer südöstlich des Stadtzentrums von Mimoň und gehört zum Okres Česká Lípa.

## Geographie
Hvězdov erstreckt sich unterhalb der Einmündung des Baches Svébořický potok (Schwabitzer Bach) am rechten Ufer des Ploužnický potok in der Ralská pahorkatina (Rollberg-Hügelland). In Hvězdov wird der Ploužnický potok in den Teichen Hvězdovský rybník I, II und III und am östlichen Ortsrand im Ploužnický rybník (Plauschnitzer Teich) gestaut, gegen Nordosten reihen sich am Svébořický potok die Teiche Mlýnský rybník (Höflitzer Teich), Hvězdovský rybník IV, Novodvorský rybník I bzw. Tankáč, II und III (Neuhofteiche) aneinander. Östlich liegt der Wildpark Židlov. Nördlich erheben sich der Ralsko (Rollberg, 696 m) und der Písčitý kopec (386 m), im Nordosten der Velký Jelení vrch (Großer Hirschberg, 514 m), der Hradový vrch, der Zaječí vrch (Hasenberg, 337 m) und die Brada (406 m), südöstlich der Selský vrch (Landberg, 383 m), die Borová (360 m) und der Bor (361 m) sowie im Süden die Lada (355 m), die Čertova zeď (Teufelsmauer, 337 m) und der Červený vrch (Rother Hübel, 299 m).
Nachbarorte sind Vranov (Rabendorf), Pavlín (Paulinenhof), Velké Ralsko (Großroll) und die Wüstung Volmanova vila im Norden, Nový Dvůr (Neuhof) und die Wüstungen Svébořice (Schwabitz) und Novina (Böhmisch Neuland) im Nordosten, Zbynská (Pinskei) und die Wüstungen Palohlavy (Halbehaupt), Olšina (Wolschen) und Okna (Woken) im Osten, die Wüstungen Dolní Okna (Heide), Jabloneček (Gablonz) und Židlov (Schiedel) im Südosten, Skelná Huť und Kuřívody im Süden, Ploužnice (Plauschnitz) im Südwesten, Boreček im Westen sowie Mimoň im Nordwesten.

## Geschichte
Hvězdov wurde wahrscheinlich zu Beginn des 16. Jahrhunderts gegründet. Die erste schriftliche Erwähnung über das zur Burg Děvín gehörige Dorf Hwiezdow erfolgte im Jahre 1516. Der Ploužnický potok (Höflitzer bzw. Plauschnitzer Bach) bildete die Grenze zwischen den Herrschaften Děvín (später Niemes), und Hühnerwasser (später Hühner- und Weißwasser). Die günstige Lage an einem von Prag über Weißwasser und Hühnerwasser nach Zittau führenden Handelsweg ließ Hvězdov, wie auch das gegenüber auf der Hühnerwasserer Seite gelegene Ploužnice, rasch anwachsen. Der bachaufwärts oberhalb der Mündung des Schwabitzer Baches gelegene Teil wurde als Neu-Höflitz, später als Neudorf bezeichnet. Erstmals wurde im Jahre 1578 zwischen Alt vnd New Hofflicz unterschieden. Beim Verkauf der Herrschaft Niemes im Jahre 1601 an Karl Masanetz von Frimburg wurden beide Dörfer als Hwiezdow Starau und Hwiezdow Nowau bezeichnet, später ausschließlich die deutsche Namensform Höflitz verwendet. Johann Müllner von Mühlhausen, der Niemes 1604 erworben hatte, verlor die Herrschaft nach der Schlacht am Weißen Berg. 1623 verpfändete die Hofkammer die Herrschaft an Johann Zeidler genannt Hofmann, der sie drei Jahre später auch erblich erhielt. 1651 verkauften die Zeidlern von Berbisdorf die Herrschaft an Johann Putz zu Adlersthurn, der 1671 die Kapelle auf dem Höflitzer Friedhof und am Weg zwischen Niemes und Schwabitz 15 Wegekapellen errichten ließ. In der berní rula von 1654 sind für Höflitz 24 Bauernwirtschaften ausgewiesen. Von Adlersthurns Erbin ging die Herrschaft 1705 durch Heirat an die Grafen von Hartig über. 1736 entstand der Meierhof Wüstewiese, der seit dem 19. Jahrhundert Neuhof genannt wurde. Im Jahre 1783 ließ Franz Anton von Hartig nach dem letzten Willen seines Vaters die am Schwabitzer Steig gelegene Höflitzer Kapelle zur Kirche Christi Himmelfahrt erweitern. 1790 wurde in Höflitz ein eigenes Schulhaus erbaut, das 1823 niederbrannte.
Im Jahre 1832 bestand Höflitz aus 63 Häusern mit 453 deutschsprachigen Einwohnern. Der an Plauschnitz anstoßende östliche Teil des Dorfes wurde als Neudorf bzw. Neu-Höflitz bezeichnet. Im Ort gab es eine Schule, zwei Mühlen und ein herrschaftliches Jägerhaus. Abseits lag der Meierhof Neuhof mit einer Schäferei, die Neumühle, das Jägerhaus Pinzkay bzw. Wildsthal sowie die Wiesenhütte. Pfarrort für Höflitz und Neudorf war Niemes, die Bewohner von Neuhof und Neumühle waren nach Schwabitz eingepfarrt. Besitzer der Herrschaft war Franz von Hartig. 1839 wurde die Kirche renoviert und erhielt eine Glocke. Bis zur Mitte des 19. Jahrhunderts blieb das Dorf zur Allodialherrschaft Niemes untertänig.
Nach der Aufhebung der Patrimonialherrschaften bildete Höflitz ab 1850 eine Gemeinde im Bunzlauer Kreis und Gerichtsbezirk Niemes. Ab 1868 gehörte Kummer zum Bezirk Böhmisch Leipa. Im selben Jahre ließ Franz von Hartig anstelle der Ziegelhütte bei Rabendorf den nach seiner Tochter Pauline benannten Paulinenhof anlegen. 1877 nahm in Höfliz eine kleine Zündholzfabrik den Betrieb auf, die jedoch bereits 1893 wieder stillgelegt wurde. Weitere Betrieb waren eine Lohgerberei und einige Steinbrüche. 1890 lebten in den 82 Häusern von Höflitz 526 deutschsprachige Einwohner. In Höflitz bestanden drei Mühlen, zwei Brettsägen und eine Glasschleiferei, eine vierte Mühle war die Neumühle am Schwabitzer Bach bei Neuhof. Ein Großteil der Einwohner arbeitete in der Möbelfabrik oder der Stoff- und Filzwarenfabrik in Niemes. 1893 wurde eine neue dreiklassige Dorfschule für die Kinder aus Höflitz und Neudorf eingeweiht; die Kinder aus Neumühle und Neuhof besuchten weiterhin die Schwabitzer Schule, die aus Paulinenhof wurden in Niemes unterrichtet. Im Jahre 1903 bestand Höflitz aus 89 Häusern, in denen 543 Personen lebten. Darin inbegriffen waren die Ortsteile Höflitzer Anteil (drei Häuser) und Neudorf (18 Häuser), der einschichtige Meierhof Neuhof, die einschichtige Mahl- und Brettmühle Neumühle sowie der einschichtige Meierhof und das Forsthaus Paulinenhof. Höflitz / Hvězdov bestand im Jahre 1921 aus 101 Häusern mit 562 Einwohnern, darunter 499 Deutsche und 55 Tschechen. Zu dieser Zeit entwickelte sich Höflitz zu einer Sommerfrische mit Strandbad, dem Erholungsheim und Hotel Lebenswende, einem Kindererholungsheim, Pensionen und Ausflugsgaststätten. Am westlichen Ortsausgang bestand ein Friedhof. Im Jahre 1930 lebten in der Gemeinde Höflitz mit Neudorf, Neuhof und Paulinenhof 587 Personen, darunter 520 Deutsche und 58 Tschechen. In den 1930er Jahren wurde der Ort an das Elektrizitätsnetz angeschlossen. Nach dem Münchner Abkommen erfolgte 1938 die Angliederung an das Deutsche Reich; zunächst gehörte Höflitz zum Landkreis Böhmisch Leipa und seit dem 1. Mai 1939 zum Landkreis Deutsch Gabel. 1939 hatte die Gemeinde 508 Einwohner. Nach dem Ende des Zweiten Weltkrieges kam Hvězdov zur Tschechoslowakei zurück und der Ortsteil Neudorf erhielt den tschechischen Namen Mezilesí. In den Jahren 1946 und 1947 wurden die meisten deutschböhmischen Bewohner vertrieben.
Danach wurde das Dorf 1947 im Zuge der Errichtung des Truppenübungsplatzes Ralsko abgesiedelt. In der nachfolgenden Zeit wurde Hvězdov zu großen Teilen zerstört, Mezilesí erlosch vollständig. Nach dem Prager Frühling übernahm die Sowjetarmee 1968 den Truppenübungsplatz. Mitte der 1980er Jahre setzte um Hvězdov eine rege Bautätigkeit ein, 1987 wurde in Hvězdov die neugebildete 442. Raketenbrigade mit SS-21 stationiert; in Ploužnice entstand eine Kaserne, anstelle des Gestüts Nový Dvůr und bei Svébořice Militärstädtchen sowie in Hvězdov ein Kulturhaus und Reihenhäuser. Im Jahr darauf begann der Abzug der sowjetischen Truppen, der am 30. Mai 1991 abgeschlossen war. Zurück blieben munitionsverseuchte Gebiete und verlassene Wohnblöcke, für die sich keine Nachnutzer fanden.
Seit dem 1. Januar 1992 gehörte Hvězdov zum Ortsteil Ploužnice der Gemeinde Ralsko. Vom ursprünglichen Dorf sind noch 38 Häuser, darunter das Schulgebäude und die ehemalige Pension Heilek erhalten. Vom alten Ortskern bestehen lediglich noch vier Häuser, von denen zwei unbewohnt und baufällig sind. Vom ehemaligen Friedhof haben sich in einem Kiefernwald noch überwucherte Grabsteine und Reste einer Ahornallee erhalten. Die Wiederbesiedlung ging nur schleppend voran, 1995 hatte Hvězdov 21 Einwohner. Zwischen 2005 und 2011 wuchs die Einwohnerzahl von 55 auf 97 an. Im Zuge der Neugliederung des Stadtgebietes von Ralsko erhielt Hvězdov am 14. Juli 2010 den Status eines Ortsteils. Insgesamt besteht der Ort aus 45 Häusern.

## Ortsgliederung
Der Ortsteil Hvězdov ist Teil des Katastralbezirkes Ploužnice pod Ralskem. Zu Hvězdov gehören die Ansiedlungen Nový Dvůr (Neuhof) und Pavlín (Paulinenhof) sowie die Wüstung Mezilesí (Neudorf).